# Хайнрих III фон Щолберг
Хайнрих III (V) фон Щолберг (на немски: Heinrich III (V) von Stolberg; * ок. 1242, Щолберг; † между 22 август 1329 и 29 август 1331/1347) от фамилията Щолберг е граф и господар на Щолберг.

## Произход
Той е син на граф Хайнрих II фон Щолберг († сл. 20 май 1272) и вероятно на втората му съпруга, или на първата му съпруга Аделхайд фон Хенеберг († ок. 1259), вдовица на граф Лудвиг II фон Ринек, дъщеря на граф Попо VII фон Хенеберг, бургграф на Вюрцбург († 1245). Внук е на Хайнрих I фон Фойгщет-Щолберг († 1235/сл. 12 юни 1239), от 1210 г. граф на Щолберг, и племенник на граф Фридрих фон Щолберг-Фойгщет († 1282).
Брат е на Хайнрих V († 1357), епископ на Мерзебург (1341 – 1357).

## Фамилия
Първи брак: ок. 1270 г. с Юта († между 1 октомври 1303 и 29 юли 1306). Те имат осем деца:
- Хайнрих IX фон Щолберг Стари († 1329/34), граф и господар на Щолберг, женен пр. 30 септември 1329 г. за Агнес фон Мансфелд († 1334/1353), баща на Хайнрих VI († 1394), 1384 епископ на Мерзебург
- Хайнрих Млади († сл. 1333), пр. 1317 г. домхер в Бамберг и Вюрцбург, архидякон на Вюрцбург 1317 г., приор на Мозбах (1331 – 1333)
- Хайнрих X († 1334), граф на Щолберг
- Агнес († сл. 1344), омъжена пр. 29 май 1307 г. за Фридрих фон Залца († 1344)
- София († сл. 1345), абатиса на Мариенщул
- Ода († сл. 1303)
- Ермгард († сл. 1303)
- Юта († сл. 1303)

Втори брак: сл. 29 юли 1306 г. в Щолберг с Юта фон Хадмерслебен (* ок. 1265; † сл. 1347), дъщеря на Бодо фон Хадмерслебен († 1280) и графиня Ирмгард фон Байхлинген († сл. 1280). Те имат осем деца:
- Фридрих Стари († 12 септември 1322), каноник във Вюрцбург и Бамберг (1319)
- Ото I фон Щолберг († между 24 ноември 1337 и 10 януари 1341), граф на Щолберг, женен между 1330 и 1335 г. в Хонщайн за графиня Елизабет (или Лутруд) фон Хонщайн († сл. 1347)
- Хайнрих XI фон Щолберг (* ок. 1320; † 13 декември 1377), граф на Щолберг, женен сл. 14 октомври 1368 г. за графиня София фон Шварцбург-Бланкенбург († 1395)
- Бодо († ок. 8 ноември 1356), приор в Дорла (1333), каноник и архидякон в Магдебург (1338), домхер в Магдебург (1340)
- Фридрих Млади († сл. 1347), каноник, домхер във Вюрцбург (1340 – 1347)
- дъщеря († ок. 1347), омъжена за Фридрих фон Хакеборн Стари († сл. 1370)
- Луитгард († 19 декември 1353), канонеса в Кведлинбург (1336), абатиса на Кведлинбург (1347 – 1353)
- Юта († 1389)